# Oak island
Oak Island je otok s površino 57 ha ob obali Nove Škotske v Kanadi. Ima gozdnato površino in je eden izmed 360 majhnih otokov v zalivu Mahone Bay. Ta se nahaja 200 m od obale Atlantskega oceana, na nadmorski višini 11 metrov. Otok je v zasebni lasti. Potrebno je dovoljenje za vse obiske na tem otoku. Oak Island je znan kot kraj, ki se imenuje Money Pit (Draga jama) in kot kraj, ki ga lovci na zaklade obiskujejo že več kot 200 let. Med izkopavanji so našli razne artefakte do globine 31 m, vendar pa je vse izkopane jarke kmalu zalila voda.

## Zgodovina Money Pit (Draga jama)
Obstajajo številne trditve o Oak Island-u v 19. stoletju, vendar nekatere niso dokazane. Poleg tega so fizični dokazi prvotnih izkopavanj izgubljeni. Leta 1795 je osemnajstletni stari Daniel McGinnis, opazil luči, ki so prihajale z otoka in odkril krožno poglabljanje na jugovzhodnem delu otoka. Daniel McGinnis je s pomočjo prijateljev Johna Smitha (prva omemba Samuel Ball ) in Antonyja Vaughana izkopal vrtačo in odkril ploščo nekaj metrov pod površjem. Na stenah jame so bili vidni znaki kopanja. Po nadaljnem izkopavanju, je na vsake 3 metre odkril debel sloj,sestavljen iz lesenih platform. Izkop je  opustil po devetih metrih. To začetno odkritje je bilo omenjen v  Transcript Liverpoolu oktobra 1856.

## Gilbert Hedden in Robert Dunfield
Leta 1928 so v New Yorškem časopisu poročali o nenavadni zgodovini otoka. Gilbert Hedden, upravljavec tovarne jekla, je videl članek in ga je fasciniral inženirski problem lovcev na zaklade s katerim so se soočali. Hedden je šest let zbiral knjige in članke o otoku. Odpotoval je v Anglijo, da bi se  pogovoril z Haroldom Tomom Wilkinsom, v upanju, da najdejo povezavo med Oak Islandom in zemljevidi iz  Wilkinsove  knjige. Hedden je  kupil jugovzhodni del otoka. Leta 1935 je začel kopati in leta 1939 je celo obvestil britanskega kralja Jurija VI. o dogajanju na Oak Islandu.

## Rodbina Restallov in Robert Dunfield
Izkop družine Restallov v 60-ih letih se je končal tragično. Štirje ljudje so umrli, ker so vdihavali preveč plinov iz jaška v bližini plaže. Leta 1965 je Robert Dunfield zakupil otok. S pomočjo 70 ton težkega žerjava je izkopal jamo do globine 41 metrov. Potrebno opremo pa je pripeljal po mostu, ki obstaja še danes.

## Triton d.o.o
Okoli leta 1967 sta Daniel C. Blankenship in David Tobias ustanovila podjetje imenovano Triton d.o.o in kupila večino otoka. Leta 1971, so delavci Triton d.o.o  izkopali 71,628 metrov globok jašek z jekleno oporo.  Blankenship in Tobias sta se s kamero spustila v jašek in posnela domnevne človeške ostanke in ostanke lesenih orodij. Vendar pa so bile slike nejasne,in tako ni bila potrjena nobena od teh trditev. Jeklena opora je potem popustila in nadaljnji izkopi so bili prekinjeni. Ta jeklena opora  je bila ponovno uspešno obnovljena do globine 55 m .Delo se je ustavilo zaradi pomanjkanja sredstev in zaradi konca partnerstva med Danielom C. Blankenshipom in Davidom Tobiasom

## Teorije o zakladu
Starejša poročila kažejo, da so našli hrastove ploščadi na vsake 3 m. Novejša poročila kažejo tudi, da so na stenah jaškov izrezljani simboli. Eden od članov ekspedicijske skupine je navedel, da je našel poplavljen predor na globini 27,432 metrov,ki je bil obložen s ploskimi kamni. Kamen s simboli, ki so ga našli prejšnji raziskovalci, je bil po poročanju nazadnje viden v začetku 20. stoletja. Nekatera poročila trdijo, da je kamen s simboli uporabljal Smith kot okras ob kaminu. Drugi trdijo, da je  bil zadnjič viden pred vrati v knjižnico Halifax. Natančnost prevoda simbolov na kamnu ostaja nepojasnjen. Barry Fell, avtor kontroverzne knjige Amerika BC in Saga Amerike, je v poznih 70. letih dvajsetega stoletja  poslal kopijo napisa na kamnu iz glavnega  arhiva v Novi Škotski. Iz simbolov na kopiji je Fell  prišel do zaključka, da so simboli zelo podobni koptski abecedi.

## Piratski zaklad
Ena od teorij je, da se skriva v Money Pitu (dragi jami) pokopan piratski zaklad Captain Kidda. Ali pa morebiti celo  Edward Teacha (črnobradca), ki je izjavil, da je njegov 
zaklad pokopan tako, da ga nihče ne more najti oz. le sam Satan.

## Nakit Marie Antoinette
V času francoske revolucije, ko je bila napadena Versailleska palača, je Marija Antoaneta služkinji naročila, da je vzela dragoceno lastnino in pobegnila z njo. Trdila je, da je služkinja z dragocenostmi  zbežala v London. Dragocenosti je služkinja bodisi prišila v krilo, ali jih prenašala kot nakit. Nekateri trdijo, da je francoski mornariški častnik pomagal služkinji, ko je bežala iz Londona na Škotsko.